# Fishers Island
Fishers Island es un lugar designado por el censo (o aldea) ubicado en el condado de Suffolk en el estado estadounidense de Nueva York. En el año 2000 tenía una población de 289 habitantes y una densidad poblacional de 27.6 personas por km².

## Geografía
Fishers Island se encuentra ubicado en las coordenadas 41°15′43″N 72°0′26″O / 41.26194, -72.00722. Según la Oficina del Censo, la ciudad tiene un área total de 10,9 km² (4,2 mi²), de la cual 10,5 km² (4,1 mi²) es tierra y 0,4 km² (0,2 mi²) es agua.

## Demografía
Según la Oficina del Censo en 2000 los ingresos medios por hogar en la localidad eran de $50,521, y los ingresos medios por familia eran $59,583. Los hombres tenían unos ingresos medios de $47,917 frente a los $26,250 para las mujeres. La renta per cápita de la localidad era de $31,652. Alrededor del 9.0% de la población estaban por debajo del umbral de pobreza.